# Bangkok
Bangkok (en thaï : กรุงเทพมหานครฯ, Krung Thep Maha Nakhon ou plus communément Krung Thep, « Cité des anges » ou บางกอก) est la capitale de la Thaïlande. La ville n'a pas le statut de province.
La ville occupe une superficie de 1 569 km2 dans le delta du fleuve Chao Phraya en Thaïlande centrale et son nombre d’habitants est supérieur à 9 millions, plus de 15 millions de personnes habitent l’aire métropolitaine de la capitale, soit plus que tous les autres centres urbains du pays.
Les racines de Bangkok remontent à un petit comptoir commercial créé durant le royaume d'Ayutthaya au XVe siècle au bord du fleuve Chao Phraya qui prend de l’importance avant de devenir le site d’une première capitale, Thonburi, en 1768. Mais la date officielle de sa fondation par Rama Ier, premier roi de la dynastie Chakri, est le 6 avril 1782, sur l’autre rive du fleuve. Bangkok s’inscrit au XIXe siècle au cœur du mouvement de modernisation du royaume de Siam, alors que le pays subit la pression des nations colonisatrices européennes. La ville est ensuite au XXe siècle le théâtre de l’évolution politique de la Thaïlande, notamment avec l’abolition de la monarchie absolue, l’adoption d’une constitution, et plusieurs soubresauts politiques parfois violents. La ville a connu une formidable croissance à partir des années 1960 et exerce aujourd’hui une influence centrale sur la vie politique, économique, culturelle, universitaire et médiatique de la Thaïlande.
Le boom économique asiatique des années 1980 et 1990 a amené beaucoup d’entreprises multinationales à installer leur siège régional à Bangkok. La ville est un important pôle d’affaires. C’est également une plateforme internationale pour les transports et la santé, tout comme pour les arts, la mode, les spectacles et le tourisme. Bangkok fait partie des villes les plus visitées au monde.

## Toponymie
Il existe plusieurs explications pour le nom de « Bangkok » :
- Il pourrait être la contraction de Bang Ma-Kok qui se traduit par « lieu planté de pruniers » ; Bang est souvent utilisé dans le nom des villes situées au bord de la mer ou d’une rivière, Ma-kok désigne la prune de Java[2] (Syzygium cumini).
- Une autre théorie cite le thaï Bang Koh (บาง เกาะ), c'est-à-dire « village, district » et « île-s », allusion au paysage aquatique de la ville.
- Une autre hypothèse cite le khmer Beung Kok : « terre inondable (beung) aux roseaux (kok) »[3].

Néanmoins le nom entier composé à partir de deux anciennes langues indiennes, le pali et le sanskrit donne :
- en thaï :

กรุงเทพมหานคร อมรรัตนโกสินทร์ มหินทรายุธยา มหาดิลกภพ นพรัตน์ราชธานีบุรีรมย์ อุดมราชนิเวศน์มหาสถาน อมรพิมานอวตารสถิต สักกะทัตติยะวิษณุกรรมประสิทธิ์
- sa transcription :

« Krungthep mahanakhon amon rattanakosin mahintara ayuthaya mahadilok phop noppharat ratchathani burirom udomratchaniwet mahasathan amon piman awatan sathit sakkathattiya witsanukam prasit »

- sa signification :

« Ville des dieux, grande ville, résidence du Bouddha d’émeraude, ville imprenable du dieu Indra, grande capitale du monde ciselée de neuf pierres précieuses, ville heureuse, généreuse dans l’énorme Palais Royal pareil à la demeure céleste, règne du dieu réincarné, ville dédiée à Indra et construite par Vishnukarn. »

Le Livre Guinness des records le note comme le nom de lieu le plus long au monde.
Une signification est souvent proposée pour le terme Krungthep () « Ville des anges ». Thep signifie « ange » ; « fée » ; « dieu » ; « déité » ; « être divin »...
Krungthep mahanakhon (กรุงเทพมหานคร) ou Phra Nakhon, c’est-à-dire « la capitale », est le titre couramment abrégé de la ville en tant que capitale royale. Ainsi, la ville Ayutthaya, qui fut également capitale du Siam, avait pour nom complet Krungthep mahanakhon bawonthawarawadi si ayutthaya mahadilok phopnoppharatana ratchathani burirom.
L’appellation courante de Krungthep ou Krungthep Mahanakhon est reflétée dans un chant populaire (กรุงเทพมหานคร/Krungthep Mahanakhon par อัสนี-วสันต์ โชติกุล/Asanee-Wasan Chotikul).
L'historien Chris Baker, spécialiste de la Thaïlande, explique que l'on peut utiliser indifféremment le nom international ou le nom thaï de la capitale mais il précise : « Krung Thep Maha Nakhon évoque une histoire très royale, alors que Bangkok ne veut pas dire grand chose. C'était le nom d'un village, un nom prosaïque et très typique.»
En 2022, un changement de ponctuation dans l'appellation officielle lance une rumeur prétendant que la ville ne s'appellerait plus Bangkok mais uniquement Krung Thep Maha Nakhon (thaï : กรุงเทพมหานคร, « la grande cité des anges »),. À la suite de nombreuses incompréhensions, les autorités précisent alors que la ville s'appelle toujours Bangkok en alphabet latin,.

## Histoire
Bangkok était un village situé sur la rive est du fleuve Chao Phraya. Il fut occupé par les troupes françaises le 16 octobre 1687, puis cédé officiellement par traité le 1er décembre par le roi d’Ayutthaya Narai. Cependant, durant son agonie, en juin 1688, son successeur Phetracha fit le siège de la forteresse de Bangkok, réussissant à les en expulser en novembre (siège de Bangkok).
Après la destruction par les Birmans de la capitale Ayutthaya en 1767, le général Taksin, devenu roi, se replia en aval beaucoup plus au sud près de l'embouchure du Chao Phraya sur le site de Thonburi et décida d’y fonder la nouvelle capitale. Taksin fut déclaré fou et renversé par un coup d’État. Il fut exécuté le 6 avril 1782 et remplacé par le général Chakri qui, sous le nom de Phra Yot Fa, devint le premier roi de la nouvelle dynastie Chakri, qui règne encore aujourd’hui. Phra Yot Fa reçut à titre posthume le nom de « Rama Ier » de son successeur Rama III dans le cadre du système d’appellation royale utilisé aujourd’hui. Il décida, pour des raisons de défense, de transférer la capitale sur la rive gauche à Bangkok et commença des constructions fortifiées, aujourd’hui le Grand Palais (Palais royal). Le 6 avril 1782 est retenu comme date de fondation de la ville-capitale Krungthep (Bangkok).
Le nom de Bangkok est utilisé par les Thaïlandais dans les documents officiels en anglais, mais le nom qui est utilisé dans le documents officiels en thaï est กรุงเทพมหานคร (Krungthep Mahanakhon).
De 1782 aux années 1850, l'essentiel de la surface actuelle de la ville était couverte de champs, de rizières et de khlongs ou klongs (canaux). Bangkok était une ville flottante : hormis les palais et les pagodes, il n'y avait quasiment pas de maisons construites sur la terre ferme ; la ville était principalement concentrée sur le fleuve et les canaux, sur des maisons flottantes ; ainsi, on comptait par exemple jusqu'à quatre rangées de maisons flottantes de chaque côté du fleuve.
Bangkok était alors surnommée "La Venise de l'Orient".

Bangkok &quot;Venise de l'Orient&quot;, XIXe siècle
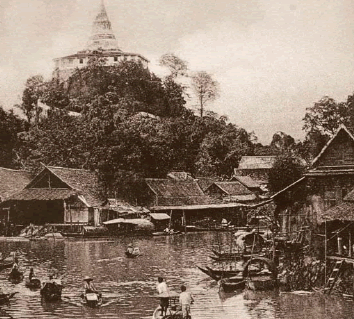
Un khlong (canal) au pied du Wat Saket au XIXe siècle, vers 1850
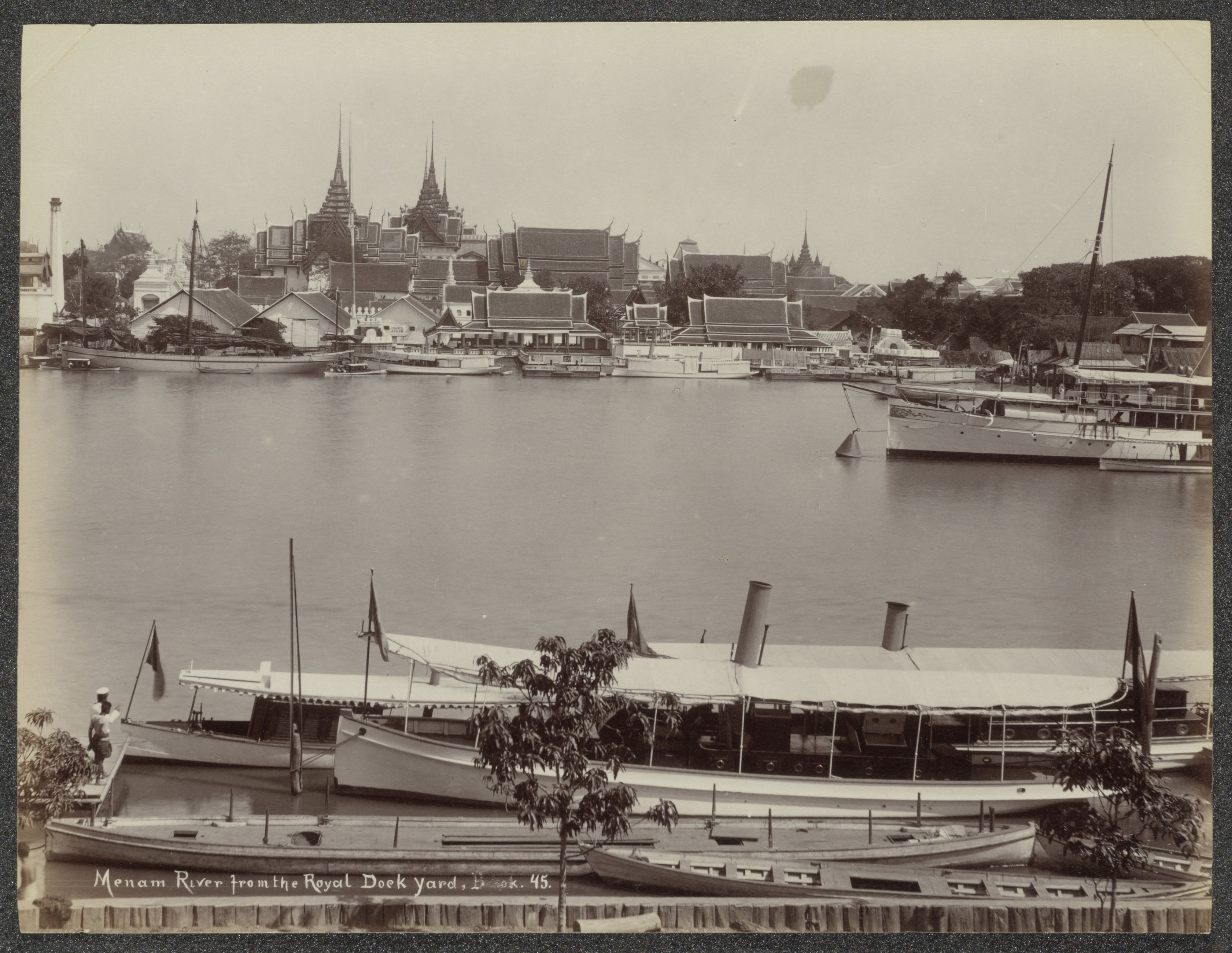
Palais royal entre 1870 et 1900
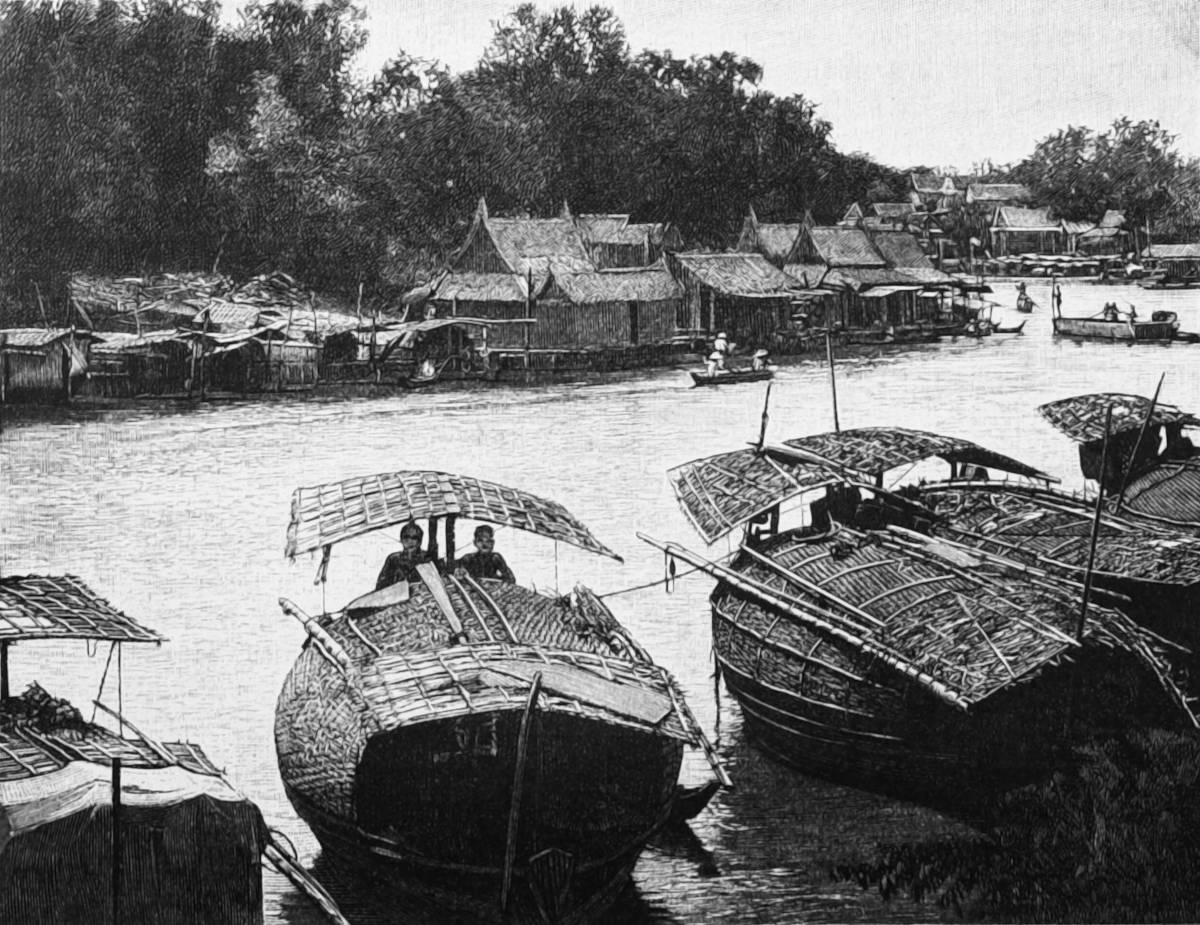
Maisons flottantes et maisons en bois sur pilotis en 1897
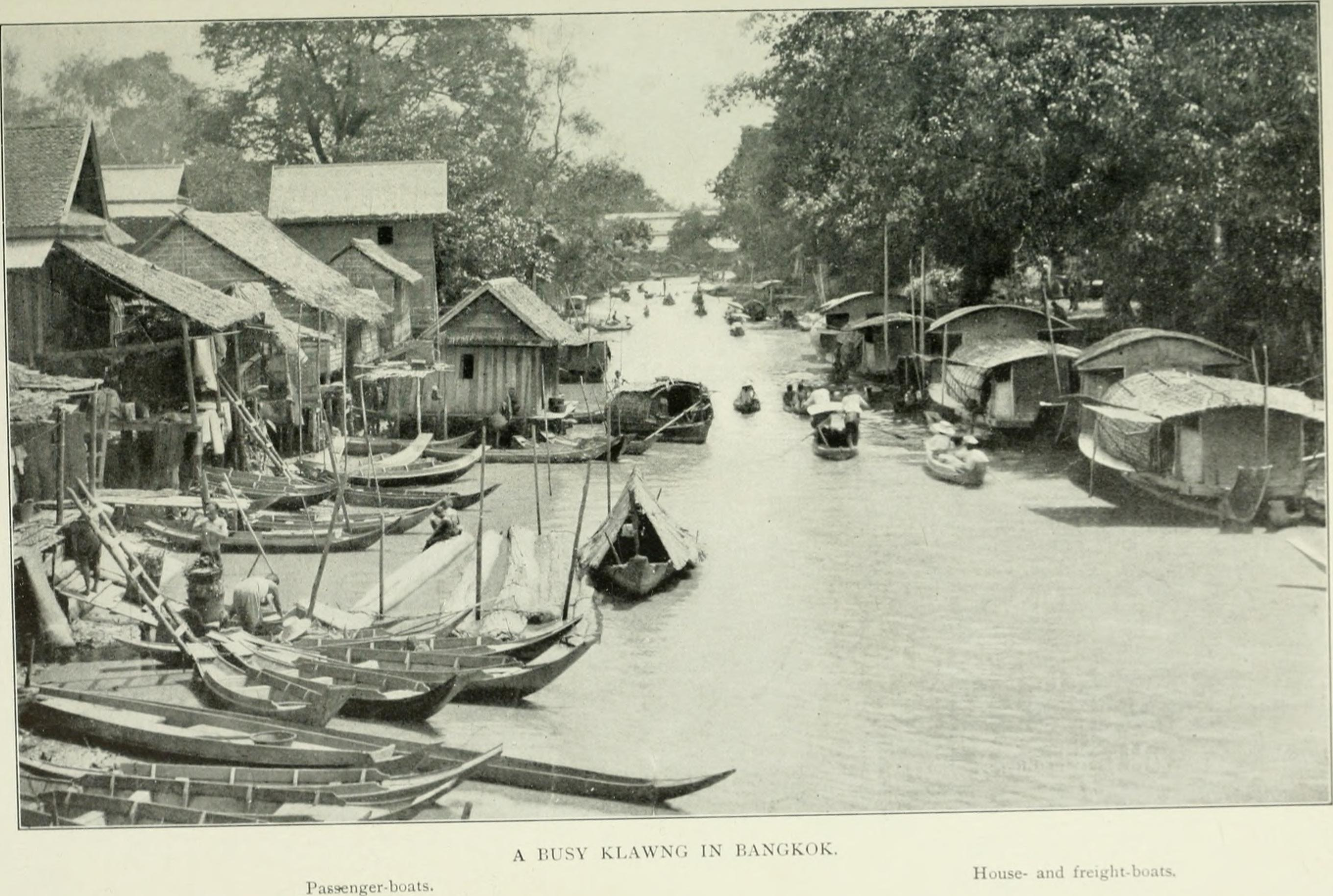
Maisons sur pilotis, maisons flottantes et bateaux en 1905 à Bangkok

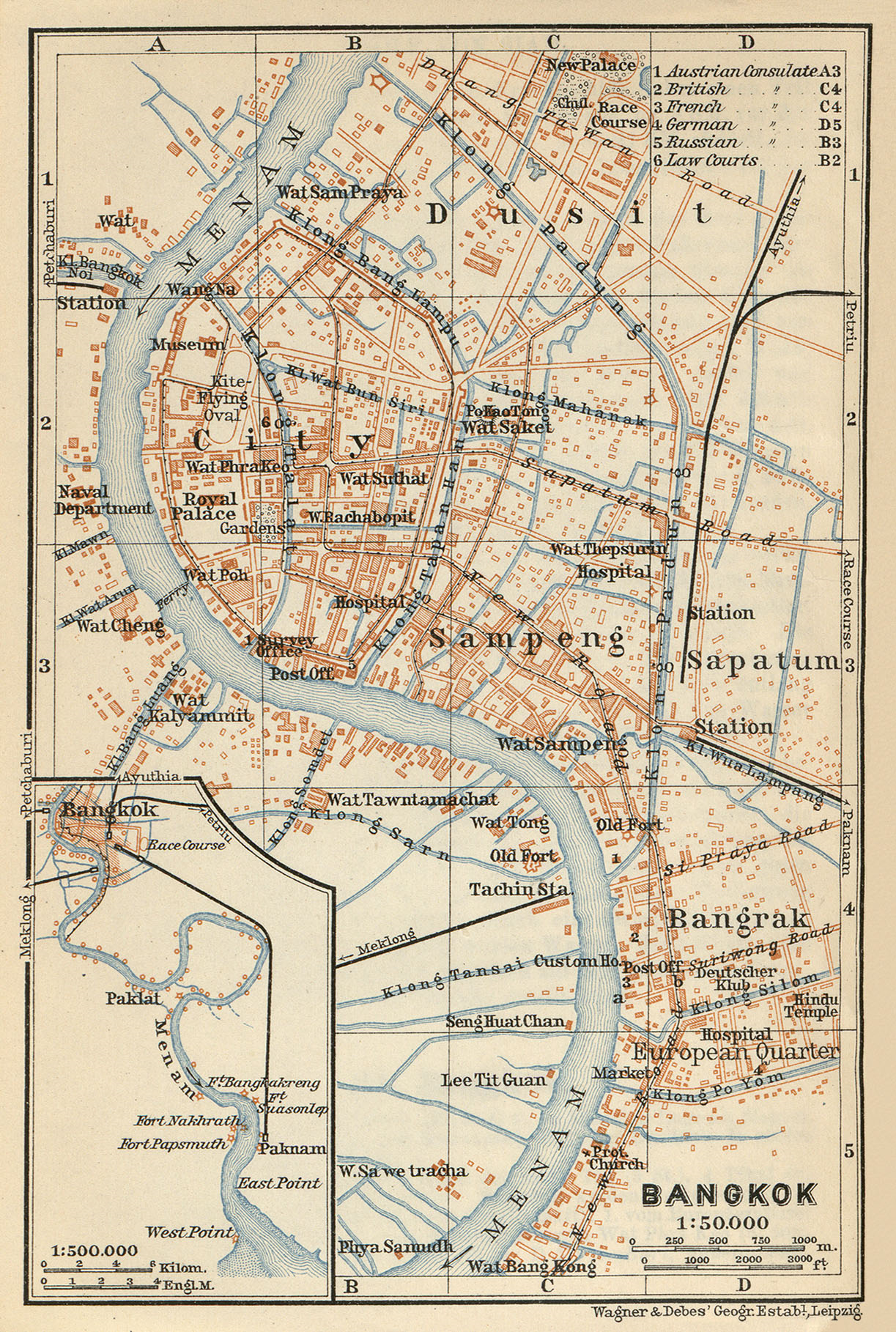
Plan de Bangkok en 1914

À partir des années 1850, Bangkok s'ouvre largement aux étrangers : ceux-ci construisent sur la terre ferme des bâtiments coloniaux comme l'ambassade de France (1857) ou l'hôtel Oriental (1876)... et certains quartiers que nous connaissons aujourd'hui surgissent eux aussi de terre : les principales artères du quartier chinois (Sampeng, Yaowarat), le quartier de Silom... La première vraie rue pavée est tracée en 1861 : c'est Charoen Krung appelée "New Road".

Bangkok, début du XXe siècle
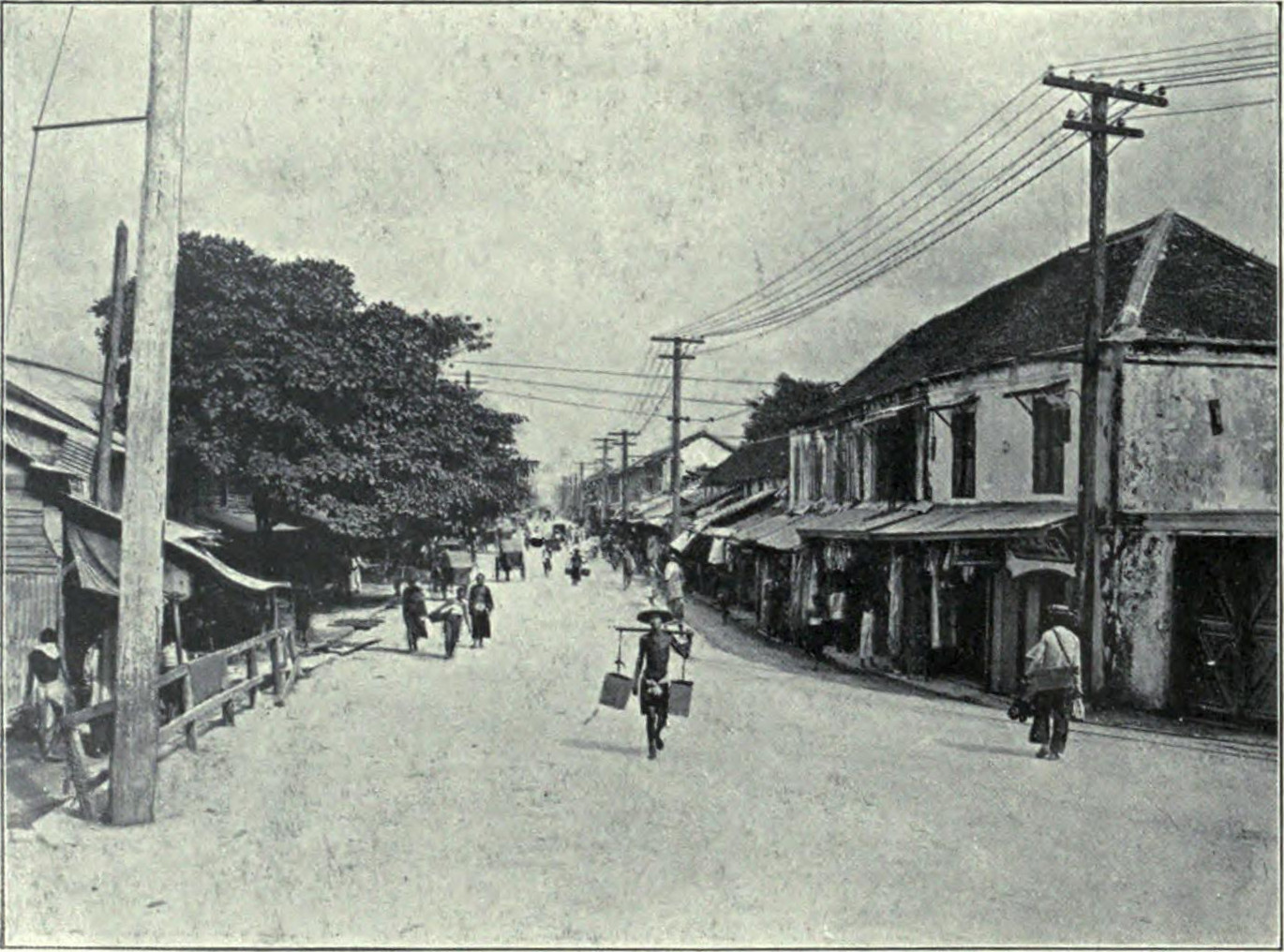
New Road (Charoen Krung) et compartiments chinois en 1908
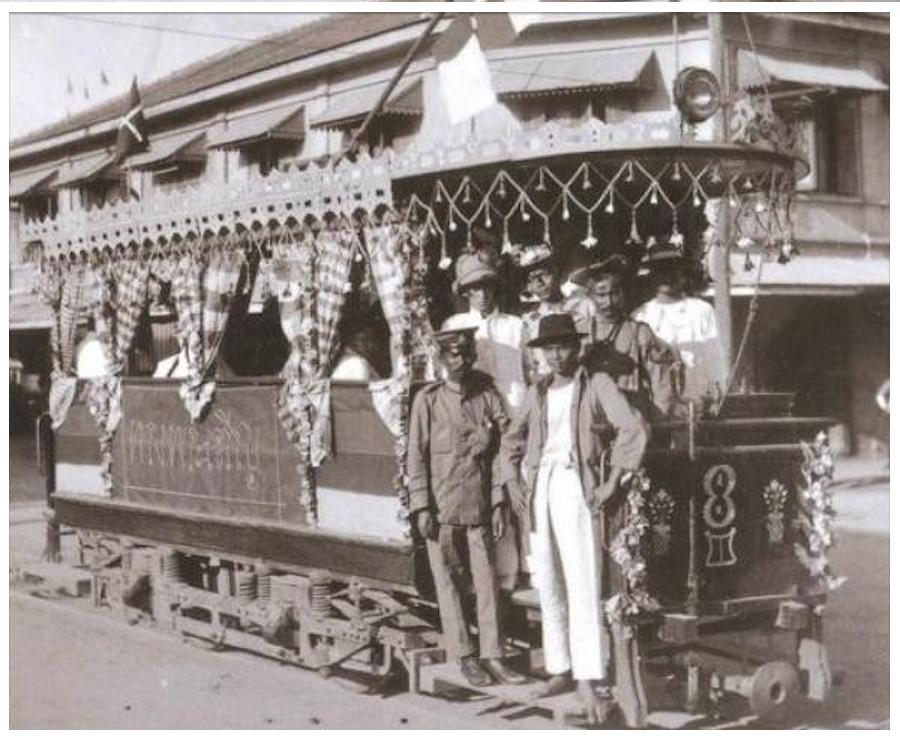
Tramway en 1912
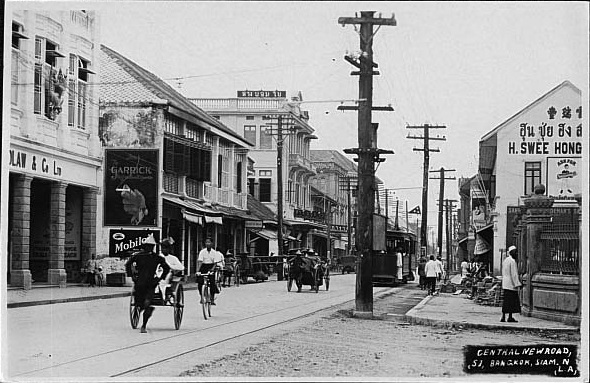
New Road et compartiments chinois (Shophouses) en 1910-1920

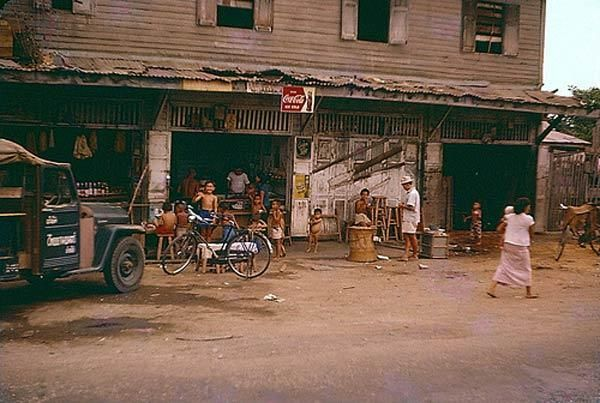
Compartiments chinois (shophouses) dans les années 1950

Au début du XXe siècle, la population de Bangkok est de 500 000 à 600 000 habitants. Ils se déplacent essentiellement à pied ou en bateau ou en calèche et utilisent aussi comme transport en commun le tramway électrique (construit en 1903). La voiture est quasi-inexistante : en 1908, on ne totalisait qu'environ 300 automobiles. Des années 1920 à 1950-1960, l'habitat est principalement constitué des fameux "compartiments chinois" (en anglais : shophouses) de deux, trois ou quatre niveaux : boutique sur la rue, entrepôt et séjour à l'arrière ; et appartements dans les étages supérieurs.

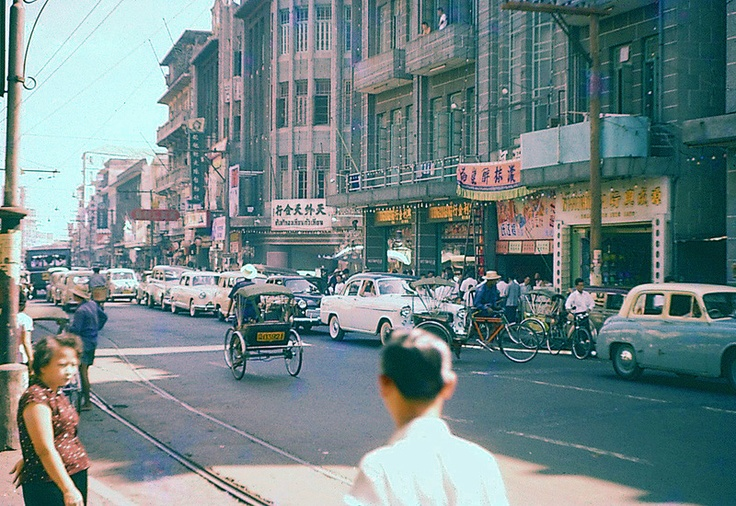
Bangkok, ses immeubles et ses voitures dans les années 1950

Après la seconde guerre mondiale, à partir des années 1950, la capitale se peuple massivement et s'étend. On construit de nombreux immeubles modernes et les canaux sont progressivement comblés pour y construire à la place des rues. Le tramway est définitivement abandonné en 1965 pour faire place à l'ère du tout voiture.
Dans les années 1970-1980 émerge de la société une classe moyenne qui va vivre en banlieue dans des lotissements de maisonnettes avec jardinets, toutes construites sur le même modèle en dizaines, centaines voire milliers d'exemplaires ; et on construit aussi des HLM pour reloger la population des bidons-villes.
Dans les années 1980 apparaissent les condominiums, logements de luxe pour les étrangers et les premiers gratte-ciel pour les bureaux.

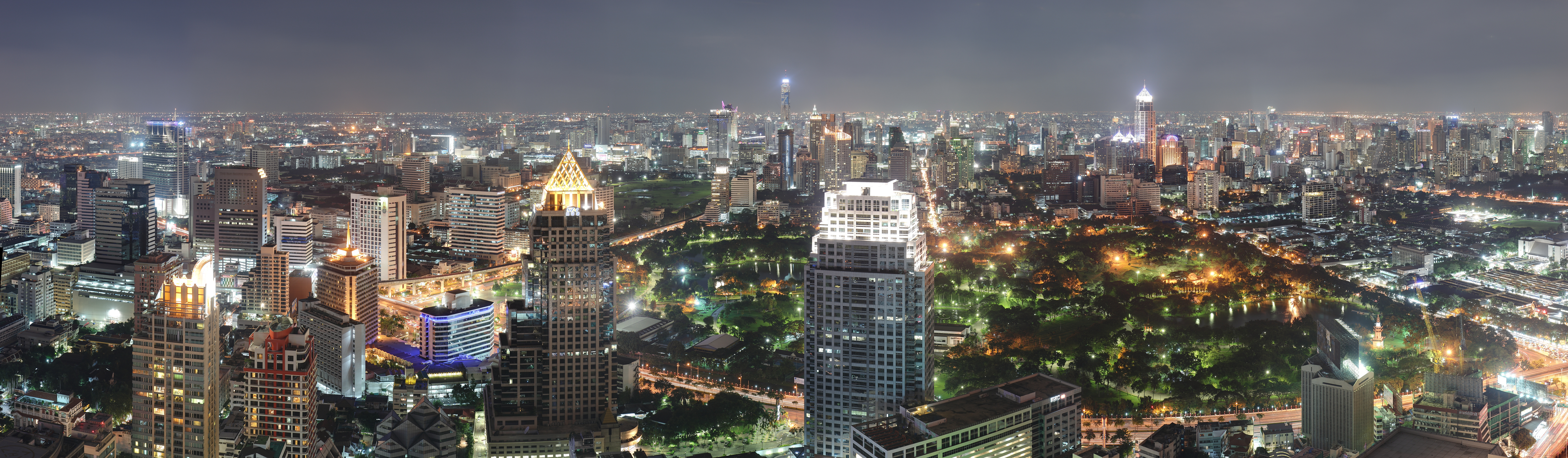
Vue de nuit, les lumières de la ville sur la mégapole Bangkok et ses gratte-ciel en 2009.

Avec l'augmentation du niveau des océans, il est possible que la Thaïlande soit obligée de déplacer Bangkok prévient Pavich Kesavawong, directeur général adjoint du département gouvernemental chargé du changement climatique et de l'environnement.

## Démographie

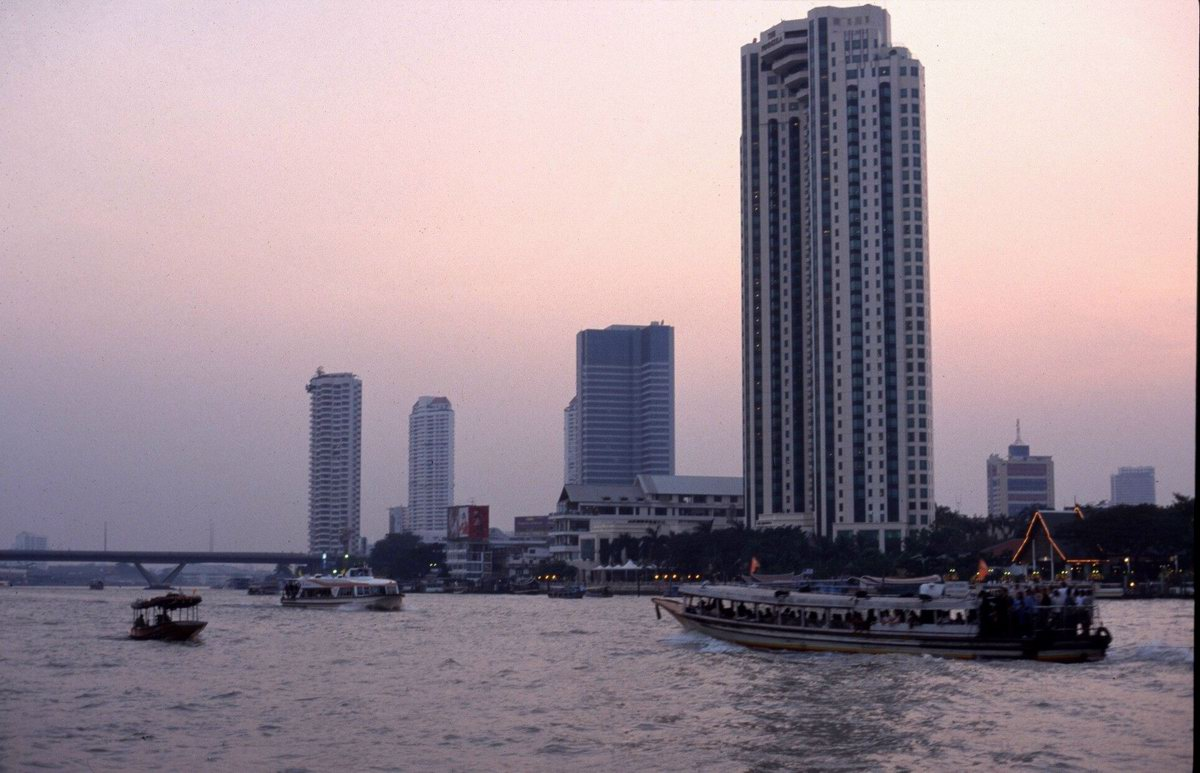
La Chao Phraya et quelques uns de ses gratte-ciel à Bangkok (2004).

### Population
| Territoire administratif                                                                                                 | Aire km2 | Population (2000Cf) | Population (2016Cp) | Densité hab./km2 |
| --- | -------- | ------------------- | ------------------- | ---------------- |
| Bangkok | 1 569    | 6 355 144           | 9 282 517           | 5 258,6          |
| Nonthaburi | 622,30   | 816 614             | 1 333 623           | 2 143,1          |
| Samut Prakan | 1 004,0  | 1 028 401           | 1 828 044           | 1 820,6          |
| Pathum Thani | 1 525,90 | 677 649             | 1 326 617           | 869,4            |
| Samut Sakhon | 872,30   | 466 281             | 885 559             | 1 015,2          |
| Nakhon Pathom | 2 168,30 | 815 122             | 942 560             | 434,7            |
| Total métropole : Grand Bangkok                                                                                          | 7 762    | 10 159 211          | 15 598 920          | 2 010            |
| source: http://www.citypopulation.de/php/thailand-admin.php (on NSO.go.th Résultats recensement 2010, sujet à révision.) |          |                     |                     |                  |

La population officielle de Bangkok en 2010 est de 8,25 millions d’habitants pour la ville elle-même et de 14,6 millions d’habitants pour la métropole, appelée « Grand Bangkok ». Ce nombre est toutefois considéré comme très sous-estimé, puisqu’il ne prend en compte que les habitants de la ville officiellement enregistrés dans celle-ci et non leur nombre réel (bon nombre de Thaïlandais restent enregistrés dans leur ville de naissance). Les estimations les plus sérieuses, bien que spéculatives, estiment que la population vivant dans les limites de la métropole de Bangkok est de 18 millions d’habitants[réf. nécessaire].
Le ministère de l'Intérieur thaïlandais ne comptabilise que 5 471 588 habitants à Bangkok en 2023.

## Géographie
La superficie de cette province est de 1 568,7 km2, dont l’essentiel est considérée comme constituant la ville de Bangkok, ce qui en fait une des plus grandes villes du monde. La superficie de la métropole s’étend elle sur 7 762 km2. La capitale thaïlandaise se trouve à 532 km à l'ouest-nord-ouest de Phnom Penh, à 577 km au sud-est de Rangoun, à 980 km au sud-ouest d'Hanoï, à 1 181 km au nord de Kuala Lumpur et à 2 917 km à l'est-sud-est de New Delhi, la capitale indienne.
Bangkok est traversée par le fleuve Chao Phraya, qui détermine deux grandes zones, la rive droite (l’ancienne Thonburi) restée plus traditionnelle, parcourue de nombreux khlong, canaux reliés au fleuve qui avaient valu à la ville le surnom de « Venise de l'Asie », et la rive gauche, plus développée, où se trouvent presque tous les attraits touristiques, le centre des affaires, le réseau de métro et les grandes tours modernes.

### Inondations et pollutions

#### Inondations
Bangkok n’est située qu’à 2 mètres au-dessus du niveau de la mer, ce qui provoque des inondations en période de mousson. De plus, construite sur une zone autrefois marécageuse, la ville s’enfoncerait de 1, voire 2 cm par an. La modernisation de la ville entraîne un bétonnage du sous-sol et l’assèchement des khlong. L’eau arrivant en aval, par la Chao Phraya et les autres rivières, s’écoule difficilement à travers la ville, qui ne peut désormais plus absorber le débit du fleuve, en périodes de fortes moussons, sans inondations. Ce phénomène est aggravé par la quantité considérable de déchets plastiques qui se déversent dans Bangkok, rendant le système de drainage insuffisant et endommageant les machines des stations de pompages,. Autres causes aggravant l'affaissement de Bangkok : le pompage d'eau dans la nappe phréatique, le poids des immeubles.... Selon un rapport publié par l'OCDE, Bangkok se classe septième parmi les 136 villes du monde les plus menacées par les inondations côtières d'ici à 70 ans.
Cette situation commence à devenir problématique. En 2011, Bangkok a connu une période d’inondations sans précédent due à de fortes moussons. Pendant près de six mois, toutes ses rues ont été partiellement inondées et les autorités ont été obligées d’entreprendre dans l’urgence de gigantesques travaux de déviation des cours d’eau, en périphérie de la ville ; 10 % des 12 millions de résidents de la capitale ont décidé de quitter la ville etc. Bangkok semble vouée à un sort similaire à Venise, protégée de façon très précaire par des digues et des barrages.
En 2016, les moussons provoquent une nouvelle fois des inondations, bloquant notamment l’accès à l’aéroport Don Muang et empêchant environ 200 passagers de prendre leur vol. Le premier ministre Prayut Chan-o-cha mobilise la police pour fluidifier la circulation et porter assistance aux automobilistes en difficulté et promet des mesures à long terme pour lutter contre les inondations.

#### Pollutions
En 1995, selon un classement des Nations Unies, Bangkok devient la métropole la plus polluée du monde devant Mexico et Le Caire. En 2024, Bangkok et Chiang Mai sont toujours parmi les villes les plus polluées de la planète.
La pollution de l'air est essentiellement causée par les émissions de dioxyde de carbone et de micro particules fines des véhicules même si l'activité industrielle, les chantiers et les crémations ainsi que le brûlage des cultures sont des sources non négligeables. Il faut aussi ajouter les pluies acides dues au dioxyde de soufre et au dioxyde d'azote etc. En 2004, un rapport officiel informait que 900 000 personnes souffraient à Bangkok d'insuffisance respiratoire ; et depuis, les épisodes de pollutions de l'air sont de plus en plus fréquents : par exemple, en janvier 2019, l'air est devenu irrespirable pendant plus d'un mois à Bangkok ; et en mars 2023, la capitale est noyée pendant plusieurs jours dans un smog toxique, un brouillard opaque qui présente un taux de particules fines nettement supérieur au seuil de prévention et qui incite la population à porter le masque dehors ; des dizaines de milliers de personnes sont hospitalisées...
La pollution de l'eau a transformé la "Venise de l'Orient" (comme la Venise d'Italie) en une vaste fosse septique : en effet, en 2004, la plupart des eaux usées de la ville étaient déversées directement sans traitement dans les canaux (khlongs) et le fleuve Chao Phraya. S'ajoute la pollution par les plastiques, les insecticides et pesticides etc. Pour améliorer la qualité de l'eau et ramener l'eau à la vie, une vaste programme de stations d'épuration est mis en place, des opérations d'assainissement des canaux sont régulièrement organisées etc.
La pollution des sols due à la surconsommation est aussi importante : en 2014, Bangkok produisait 10 000 tonnes d'ordures par jour pour environ 12 millions d'habitants soit environ 0,8 kg de déchets par jour par habitant (3 millions de tonnes par an en 1999 ; 3,6 millions de tonnes par an en 2014) ;  en 2022, chaque citoyen de Bangkok produit 4 kg de déchets par jour soit 1 460 kg par an (contre 2,2 kg par jour soit 803 kg par an à Singapour et 580 kg par an en France selon l'ADEME (dont 254 kg recyclés)). Ces ordures sont souvent stockées en vrac dans des décharges légales ou illégales. Le thème écologique des "montagnes" de déchets plastiques à Bangkok, en particulier des bouteilles, est par exemple abordé avec humour dès 2004 dans le film thaïlandais Citizen Dog. Le tri des déchets n'en est qu'au stade de l'expérimentation,

### Tremblement de terre
Parfois la terre tremble à Bangkok : des échos de séismes ont été ressentis en 2004, 2007, 2023, 2025... et le risque d'une catastrophe sismique n'est pas nul. Le 28 mars 2025, la ville est touchée par l'écho du séisme de magnitude 7,7 situé au Myanmar, engendrant plusieurs dégâts dans la capitale dont l'effondrement d'un immeuble et plusieurs morts,.

### Climat
Le climat de la ville est un climat tropical marqué par deux saisons : la saison sèche de novembre à avril et la saison des pluies de mai à octobre. En 2017, Bangkok a été nommée capitale la plus chaude du monde avec une moyenne de 29 °C.
| Mois                     | jan. | fév. | mars | avril | mai   | juin  | jui.  | août  | sep.  | oct.  | nov. | déc. | année   |
| ------------------------ | ---- | ---- | ---- | ----- | ----- | ----- | ----- | ----- | ----- | ----- | ---- | ---- | ------- |
| Température moyenne (°C) | 27,4 | 28,6 | 29,7 | 30,7  | 30,3  | 29,7  | 29,2  | 29,2  | 28,6  | 28,4  | 28,4 | 27,3 | 28,9    |
| Précipitations (mm)      | 23,6 | 21,4 | 51   | 93,3  | 216,8 | 198,5 | 189,7 | 227,1 | 335,9 | 288,7 | 44,6 | 11,6 | 1 702,1 |

## Administration
La ville de Bangkok est divisée en 50 circonscriptions nommées khet  (thaï : เขต ; anglicisme : district ; français : quartier, arrondissement).
La ville est dirigée par un gouverneur, personnage important, élu pour quatre ans. Son administration métropolitaine est aussi dirigée par un conseil métropolitain, et aussi renouvelée tous les quatre ans.
Les élections de janvier 2009 puis de mars 2013 ont été remportées par Sukhumbhand Paribatra, membre du Parti démocrate ; en octobre 2016, la junte militaire ayant effectuée le coup d'état de 2014 remplace le gouverneur de Bangkok par Aswin Kwanmuang, un ancien policier ; L'élection de mai 2022 est remportée par Chadchart Sittipunt, ancien membre du Parti Pheu Thai de 2012 à 2019,,,.
Bangkok est désormais le centre d’une zone de co-urbanisation le Bangkok Metropolitan Area (en thaï : กรุงเทพมหานครและปริมณฑล), ou Grand Bangkok, qui regroupe les cinq provinces adjacentes.

## Monuments remarquables
La ville possède essentiellement près de 400 temples bouddhistes (433 en service et environ 500 à l'abandon), tous postérieurs à la fin du XVIIIe siècle :
- Le plus ancien est le Wat Pho (ou Wat Phra Chetuphon) et son grand Bouddha couché.
- L’enceinte du palais royal renferme le Wat Phra Si Ratana Sasadaram (Wat Phra Kaeo) et son Bouddha d’émeraude, emblème national.
- Le Wat Saket, ou temple de la montagne d’or, est construit sur une colline artificielle de 75 m de haut ; son chedi doré renfermerait une partie des véritables cendres du Bouddha.
- Le Wat Arun ou temple de l’aube, au bord du fleuve, a la forme d’un prang de style khmer, haut de 85 mètres.
- Le Wat Traimit tire sa gloire du Bouddha d'or de 5,5 tonnes, la plus importante statue d’or au monde.
- Le Wat Benchama Bophit est en marbre de Carrare.
- Le Wat Mahathat Yuwaratrangsarit.

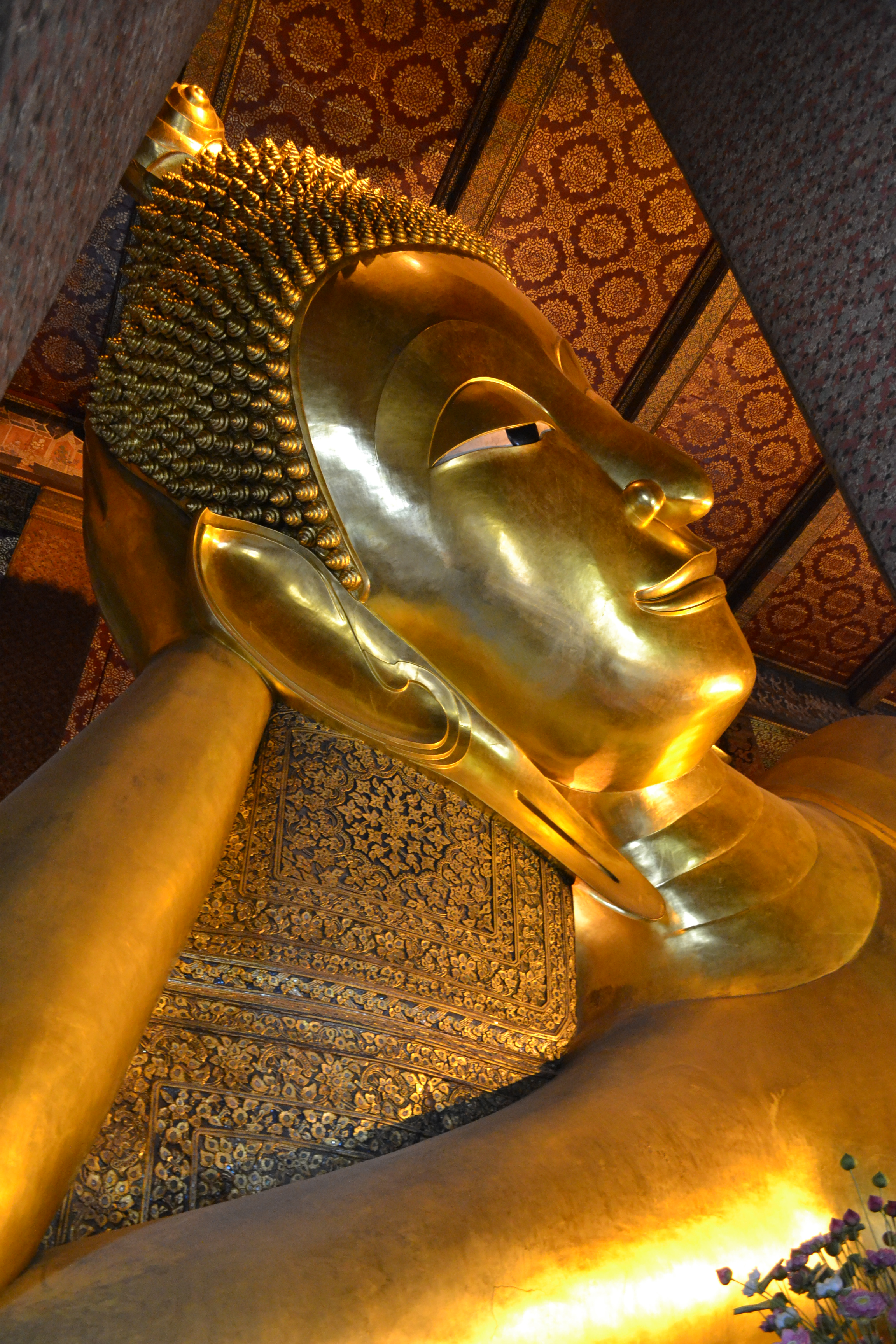
Le grand Bouddha couché.
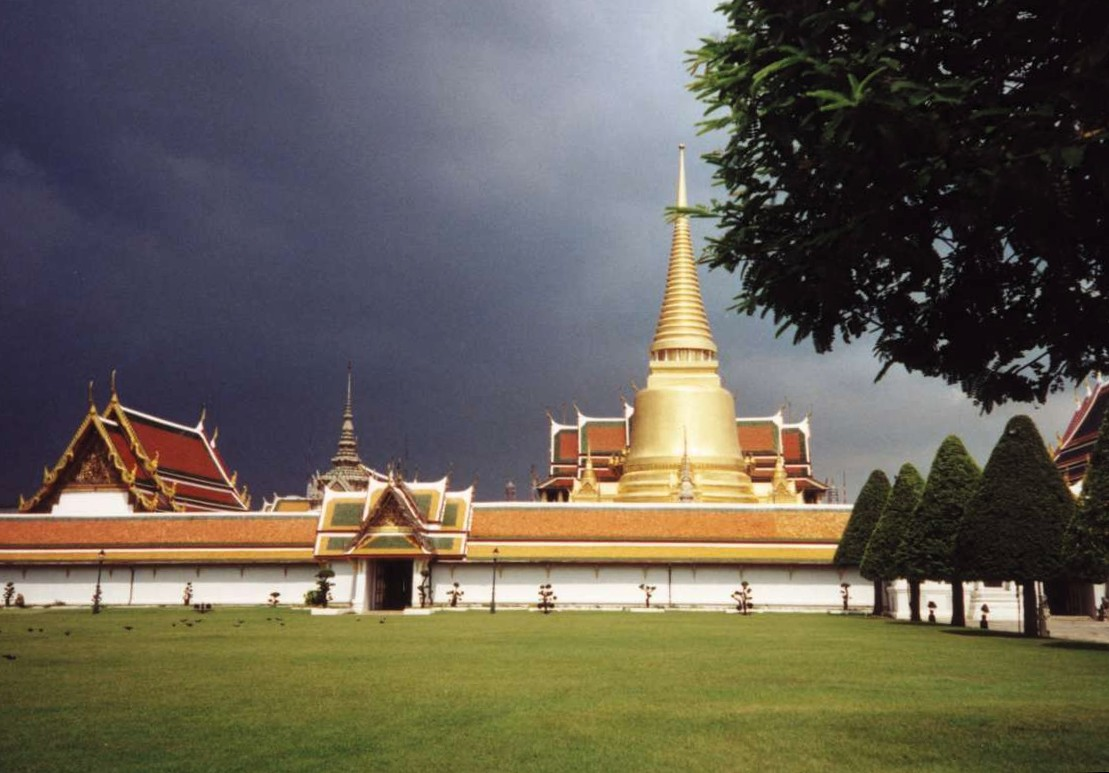
Temples dans l’enceinte du Grand Palais.
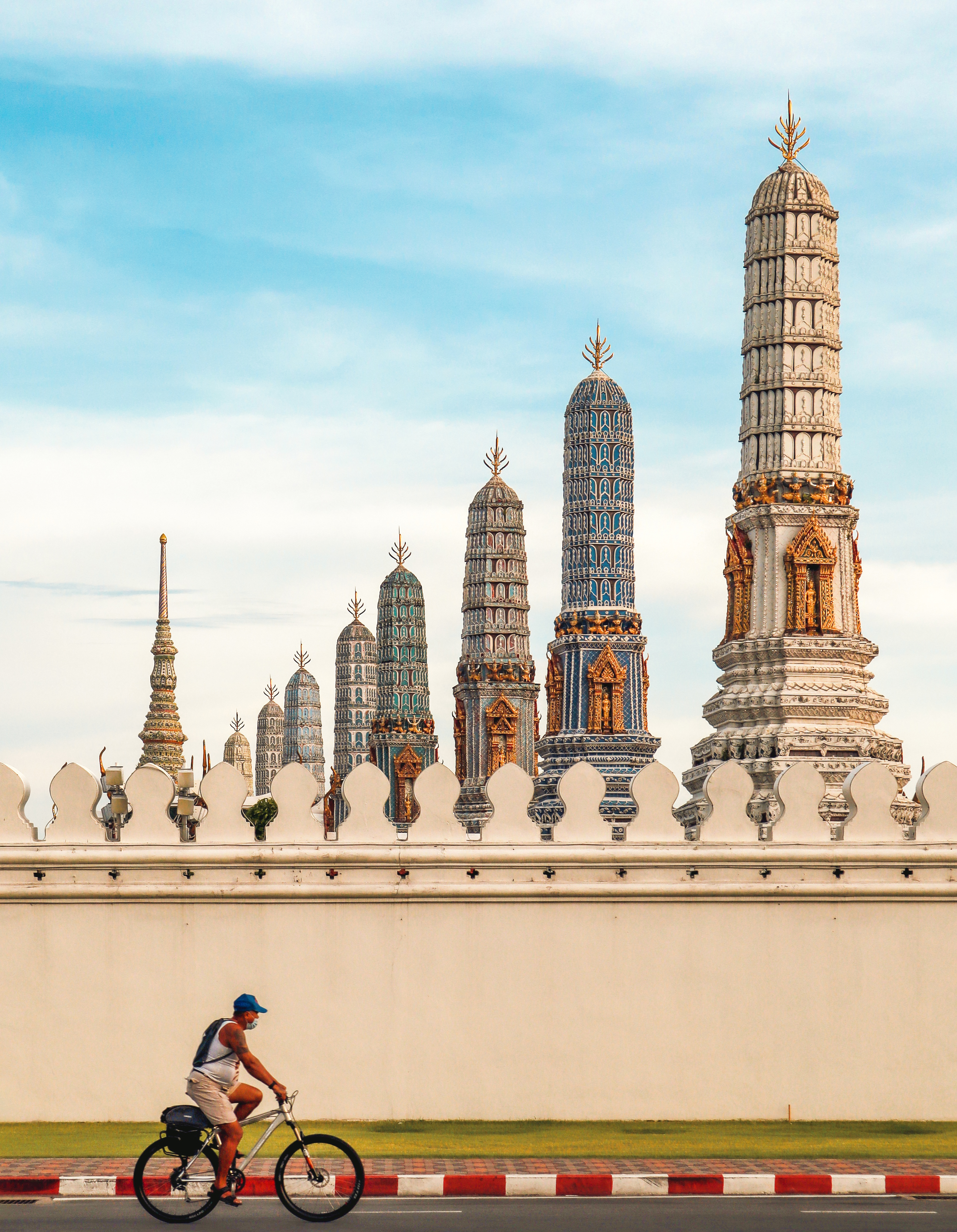
Un cycliste défile à côté du Wat Phra Kaeo (Bangkok). Septembre 2022.

### Autres monuments
- Le Musée national de Bangkok situé dans l'ancien palais du vice-roi
- Le musée d'Erawan (พิพิธภัณฑ์ช้างเอราวัณ)
- Le Gurdwara Sri Guru Singh Sabha, temple Sikh de Bangkok
- Le palais Suan Pakkad est un petit musée d'architecture
- Le Chao Mae Tuptim (oratoire à la déesse Tuptim), dédié à la fertilité
- Le sanctuaire d'Erawan a une histoire anecdotique très intéressante.
- La résidence Wimanmek, ancien palais royal devenu musée, est considéré comme le plus grand bâtiment en teck doré au monde.
- La maison de Jim Thompson est un musée à Bangkok.
- La résidence de Khuek-rit Pramot et son agréable jardin.
- La cathédrale de l'Assomption de Bangkok, église catholique inaugurée en 1821

## Enseignement
Bangkok est le siège de nombreuses universités, dont les plus connues sont l’université Thammasat, l'université de Kasetsart et l’université Chulalongkorn.
Il existe également l’AIT Bangkok, c’est-à-dire l’Asian Institute of Technology fondée en 1959, elle est basée au nord de Bangkok.
Enfin, l'université Silpakorn est la première université artistique de Thaïlande. Tous les arts y sont enseignés grâce à l'action de son fondateur, le sculpteur italien Silpha Bhirasri, artiste invité par le roi Rama IV pour développer l'enseignement artistique en Thaïlande au début du XXe siècle.
Bangkok abrite aussi le lycée international français de Bangkok.

## Transports

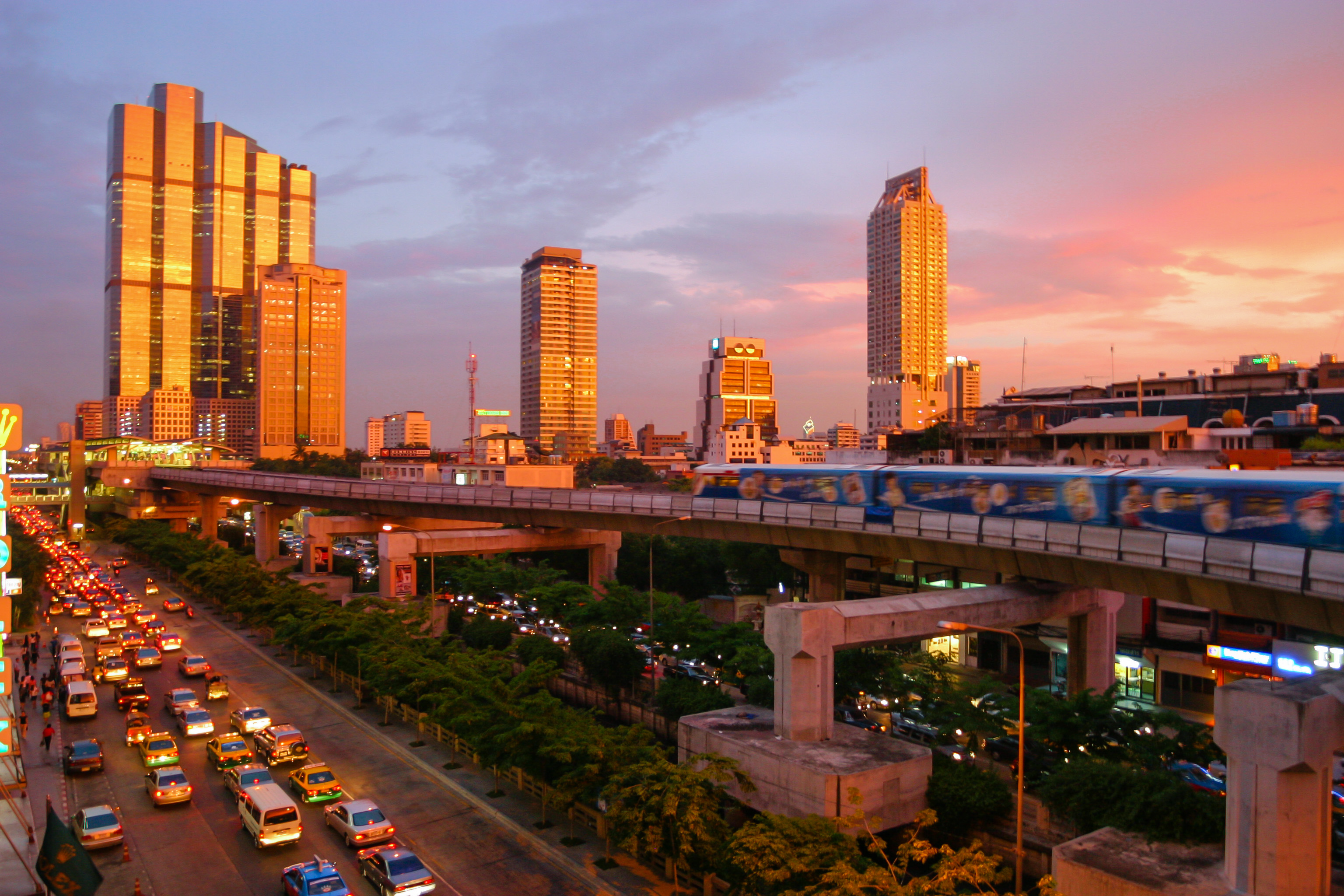
Métro aérien et embouteillages (2004).

Bangkok est parcourue de petits canaux (Khlongs) (1992).

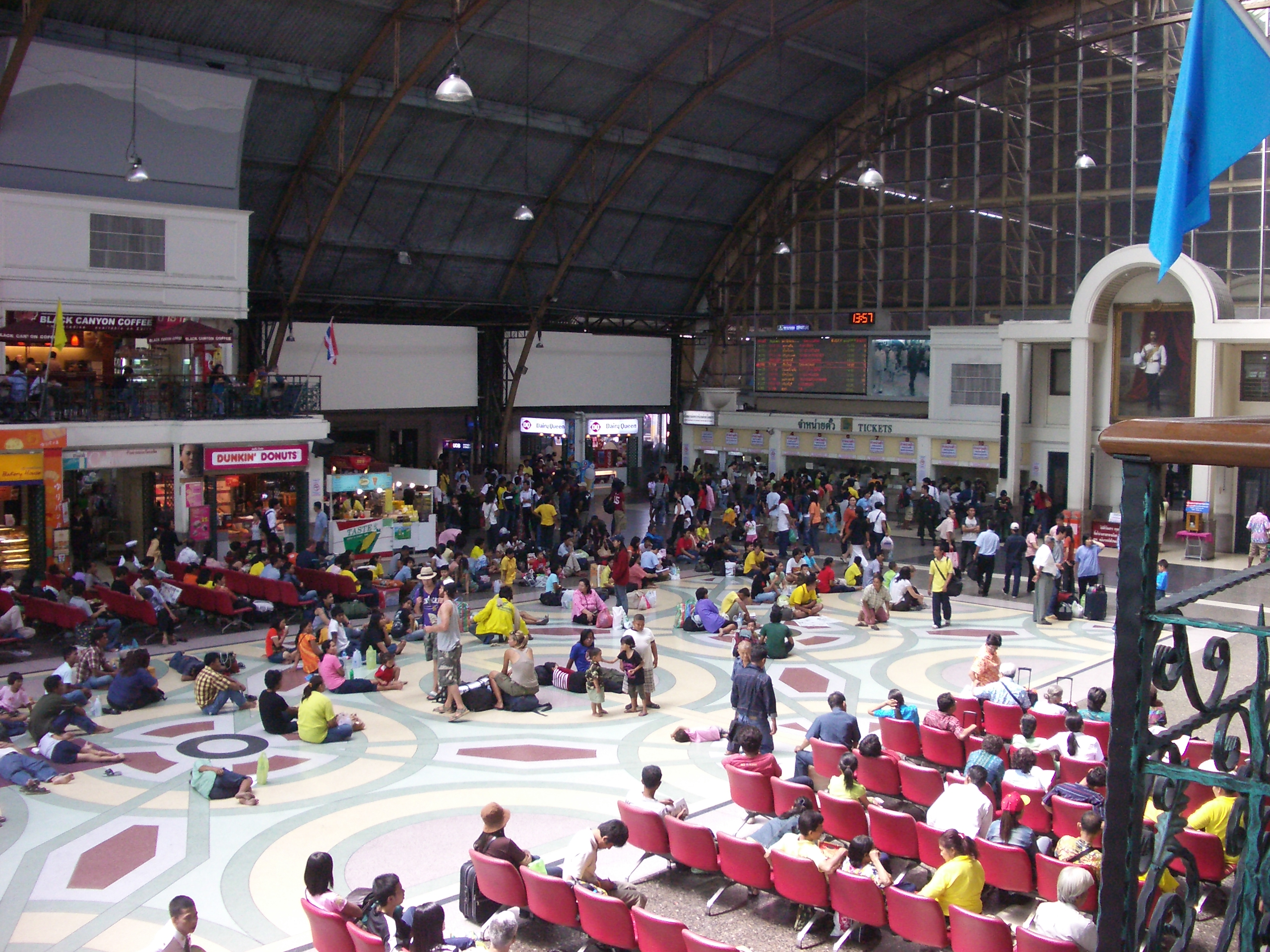
Intérieur de la gare de Bangkok (2006).

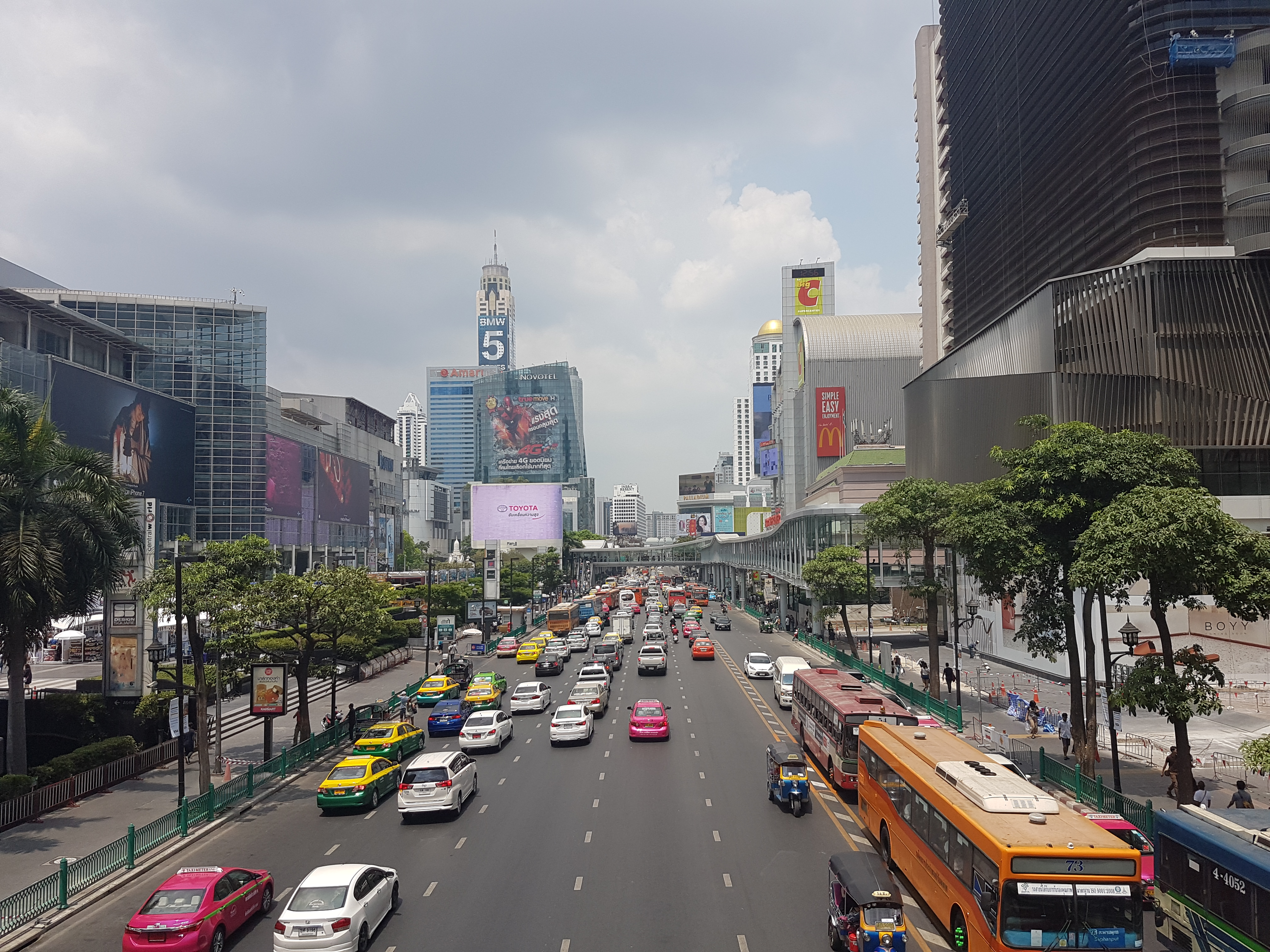
Circulation dense sur Ratchaprarop Road, Bangkok (2017)

En 1995, l'unique réseau de transport public était constitué de quelque 11 000 bus datant des années 1970.
Aujourd'hui, les principaux transports collectifs de Bangkok sont les autobus, le métro aérien (BTS) et le métro semi-souterrain (MRT), les taxis, les tuk-tuk et les moto-taxis.
Le développement de la ville sur la rive gauche a été plutôt empirique et réalisé sans plan d’urbanisme. Les grandes voies ont été créées en bétonnant les anciens khlong. Les îlots ainsi créés ont été pourvus de voies secondaires appelées soï. Ceux-ci se finissent très souvent en impasse, certains auteurs soutiennent d’ailleurs que le mode de développement traditionnel de Bangkok consiste justement en ces ramifications erratiques à partir des artères principales. Bangkok est sans doute l’une des villes les plus bruyantes, les plus polluées et les plus embouteillées du monde à cause de cette circulation automobile anarchique : en 2004, la mégapole comptait 4,8 millions de véhicules utilisés en moyenne 3 h 12 min par jour ; et en 2019 elle compte près de 10 millions de véhicules dont 2,5 roulent au diesel.
L’urbanisation par quartiers et la présence de l’ancien parcellaire limité par des canaux (khlong) transformés pour la plupart en rues explique la difficulté de circulation. En effet, en dehors des boulevards importants circonscrivant les quartiers, les rues intérieures (soï) ne communiquent pas entre elles et finissent souvent en impasse, excluant la possibilité d’itinéraires secondaires de délestage, ce qui engorge d’autant plus les grandes voies.
Enfin, la ville a récemment développé de nouveaux modes de transports en commun, plus propres et permettant de désengorger les avenues de la ville.

### Bus
C'est le transport public le plus utilisé à Bangkok (4 000 000 de passagers par jour en 2002).
Plusieurs compagnies de bus sillonnent les différents points de la ville, ainsi que le reste du pays.
Bangkok compte des lignes de bus régulières, aux bus non climatisés et bon marché. Des bus climatisés et mini-bus sillonnent également la ville.

### Transport ferroviaire
Bangkok est desservie par un réseau ferré national. La gare de Hua Lamphong (construite entre 1910 et 1916) a longtemps été la gare principale de Bangkok. En 2023, la gare Bang Sue (gare centrale Krung Thep Apiwat) ouvre et devient le principal nœud ferroviaire de Thaïlande en remplacement de Hua Lamphong.
Par ailleurs, Bangkok possède depuis 1999 un métro aérien, appelé Bangkok Mass Transit System (BTS) ou SkyTrain de Bangkok (260 000 passagers par jour en 2002 ; 741 467 passagers par jour en 2020). Celui-ci est composé à l'origine de trois lignes en viaduc, dont des extensions sont en cours de construction. Le BTS assure des liaisons rapides et bon marché vers les quartiers populaires de Bangkok. Les deux lignes existantes se croisent à Siam Square. Le prix des billets varie de 10 à 40 bahts.
Un métro souterrain (MRT : Mass Rapid Transit) existe également avec l’ouverture d’une première ligne semi-souterraine en août 2004 (410 000 passagers par jour en 2017). La construction du métro de Bangkok est une entreprise particulièrement difficile, en raison du sous-sol de la ville, constitué d’alluvions gorgées d’eau. Ouvert en 2004, le métro de Bangkok relie plusieurs attractions touristiques principales aux quartiers où se trouvent les hôtels et les marchés, ainsi qu'au quartier des affaires. Il circule tous les jours de 6h00 à minuit.

### Taxi
Bangkok est connue pour ses innombrables taxis disponibles partout et à toute heure, dont la grande majorité sont des Toyota Corolla aussi bien roses que jaunes, bleues ou vertes. Depuis que la législation leur impose de rouler au gaz, la pollution a nettement diminué, bien que restant relativement élevée. La ville possède aussi de nombreux motos-taxis (entre 100 000 et 200 000), ainsi que des tuk-tuk dans les endroits les plus touristiques.

### Transport aérien
Bangkok est desservie par 2 aéroports : l’aéroport de Bangkok-Suvarnabhumi et l’aéroport international Don Muang.
L’aéroport de Bangkok-Suvarnabhumi situé à 32 km à l’est du centre-ville de Bangkok a accueilli 60,8 millions de passagers en 2017. Il sert de base pour les compagnies Thai Airways International et Bangkok Airways.
L’aéroport international Don Muang est situé à 24 km au nord de Bangkok il sert de base pour les compagnies Nok Air, AirAsia et Thai Lion Air.

### Transport fluvial

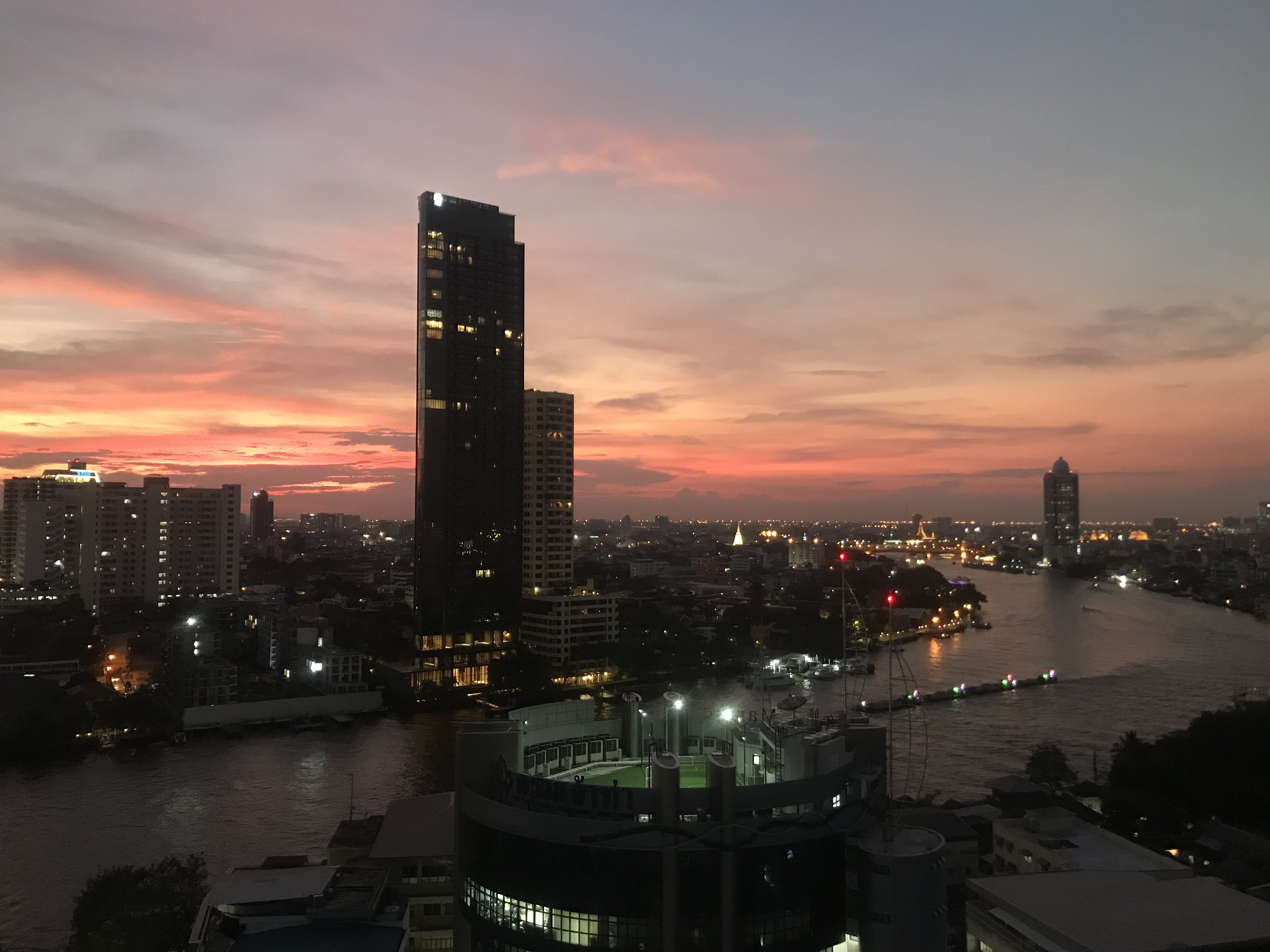
Coucher de soleil sur le Chao Phraya, vue du quartier chinois Samphanthawong, Bangkok (2021).

Les bateaux-taxis (เรือจ้าง) naviguent sur le fleuve Chao Phraya. Certains bateaux sont des ferries qui traversent le fleuve. D'autres desservent plusieurs embarcadères situés sur les deux rives et parcourent un itinéraire allant jusqu'à la banlieue nord de Nonthaburi.

## Culture

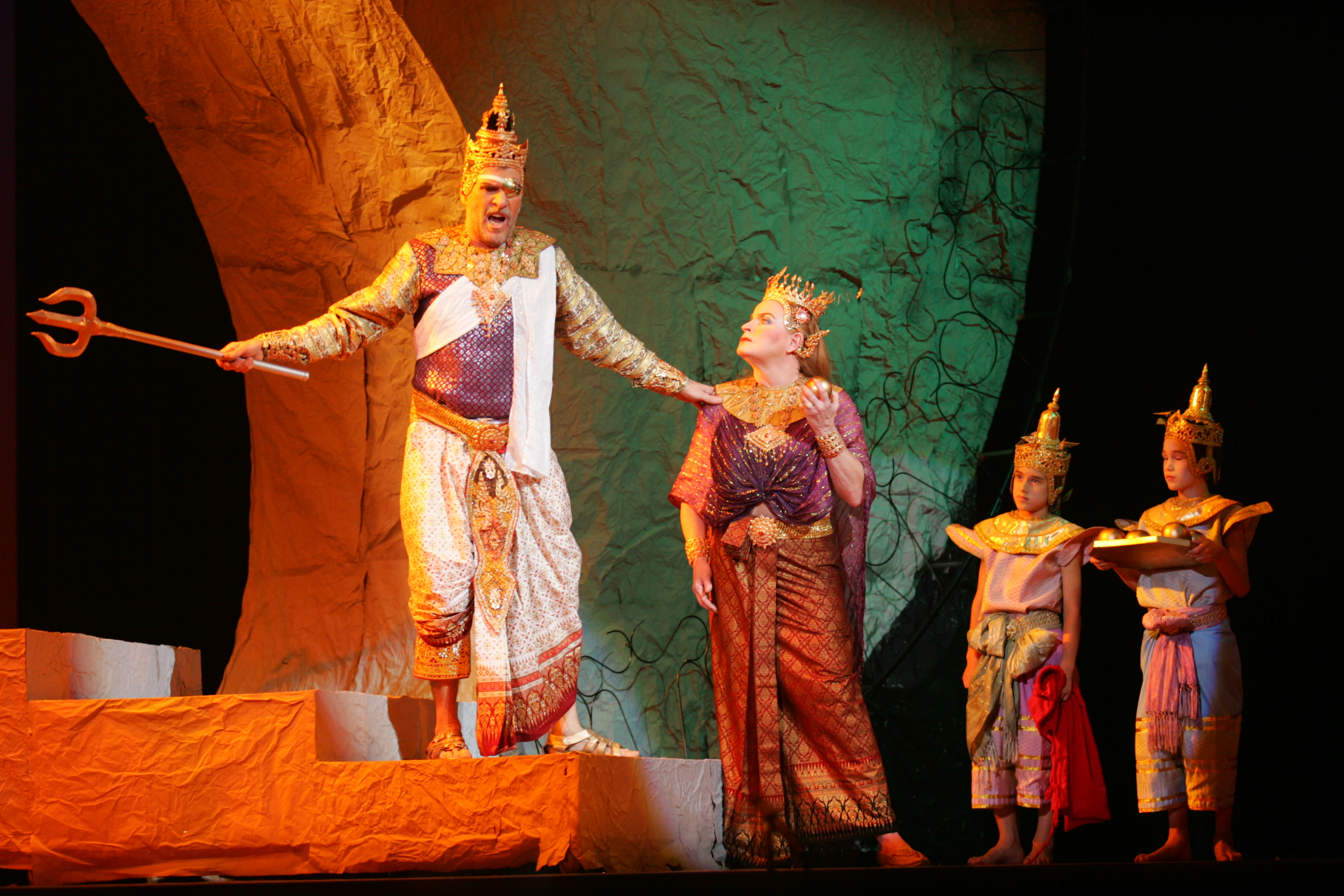
L’Or du Rhin de Richard Wagner à l’Opéra de Bangkok en 2006.

### Arts du spectacle

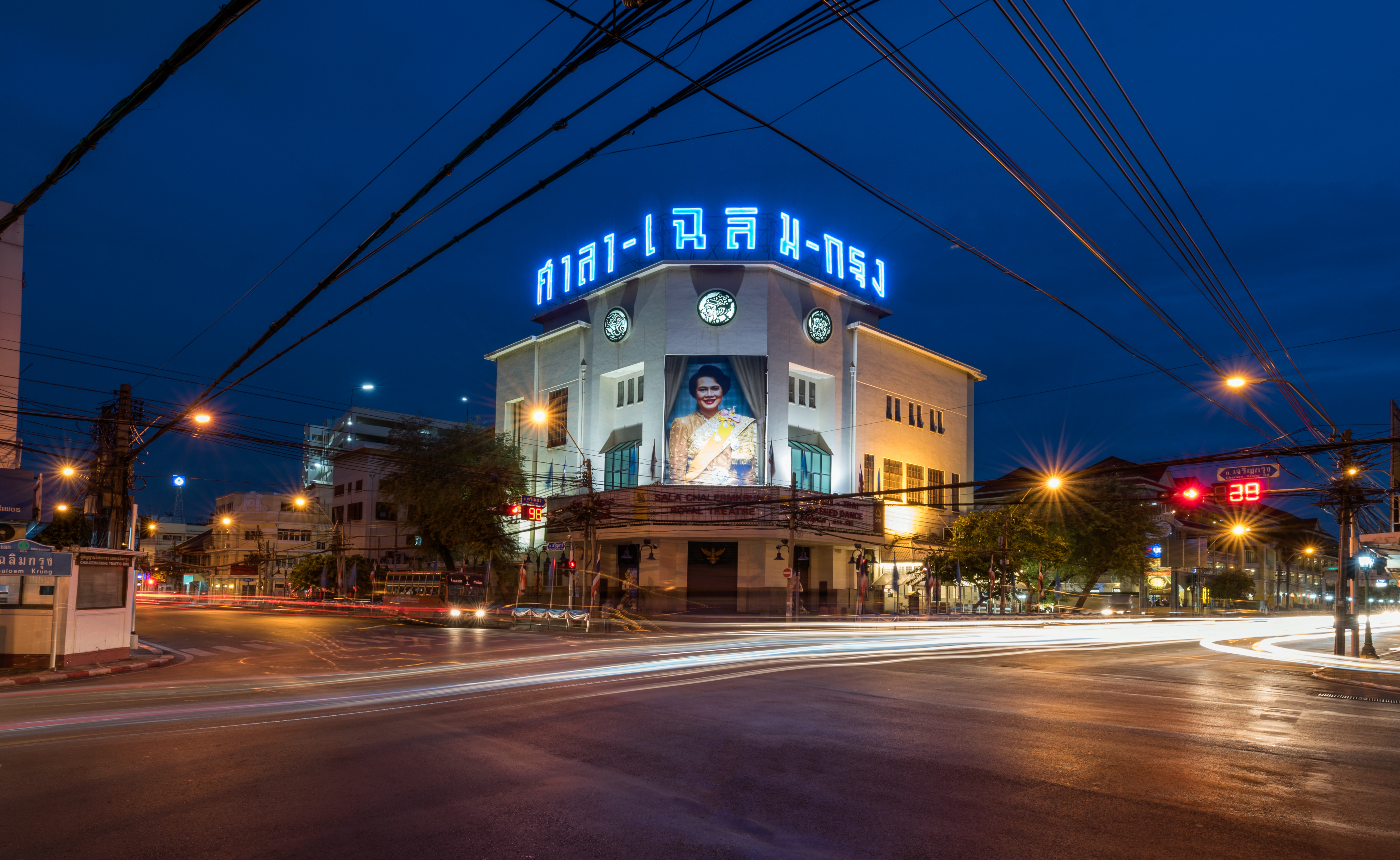
Le ศาลาเฉลิมกรุง (en), à l'origine salle de cinéma et actuellement salle de spectacle de danse classique thaïe à Bangkok, septembre 2020.

Depuis 2001, la ville abrite une troupe d’opéra : l’Opéra de Bangkok qui a donné un grand nombre d’œuvres célèbres.
Depuis 2003 s’y déroulent chaque année le Festival international du film de Bangkok et le Festival mondial du film de Bangkok.

### Célébrations du Nouvel an
La fête de Songkran célèbre le nouvel an thaïlandais les 13, 14 et 15 avril. D'après la tradition, les enfants versent de l'eau sur les mains de leurs aînés en demandant leur bénédiction avant de s'amuser à s'asperger dans les rues de la ville ou aux bord du fleuve ou des canaux.
À Bangkok, la statue de Bouddha la plus vénérée, « Phra Buddha Sihing », est exposée à Sanam Luang et arrosée par des centaines de Bouddhistes. Les passants s'affrontent à coups de jets d'eau.

### Fêtes nationales
- Journée du bambou[réf. nécessaire]

### Bangkok dans la littérature
Le livre Les Nobles de Dokmai Sot traduit par Wanee Pooput et Annick D'Hont nous fait découvrir Bangkok dans les années 1930.
Les romans policiers de John Burdett Bangkok 8 (2003), Bangkok Tatoo, Bangkok Psycho, Le parrain de Katmandou, Le pic du vautour, Le Jocker etc. ont pour cadre le district no 8 de Bangkok ; le roman policier de Manuel Vasquez Montalban Les oiseaux de Bangkok (1987), ; le thriller La cité de l'ange noir (2017) de Harlan Wolff, ; le livre de terreur Temple de la nuit de S. P. Somtow etc.
Le roman policier Meurtre et méditation de Nick Wilgus, journaliste au Bangkok Post dans les années 1990, raconte une enquête sur un crime dans un temple bouddhiste au cœur de Bangkok,.
Le roman de science-fiction La Fille automate de Paolo Bacigalupi, se situe à Bangkok, dans un avenir incertain. La ville est protégée de la montée des océans par une gigantesque digue de béton.
L’auteur français Thomas Day a également placé l’intrigue de son roman court de science-fiction Dragon dans la ville de Bangkok, à moitié inondée par le cours du fleuve Chao Phraya. Un assassin y tue clients et tenanciers de bordels clandestins en signant ses actes d’une carte de visite à son nom, Dragon.
Louise Pichard-Bertaux, diplômée de l'Inalco en thaï et birman et chercheuse au CNRS, présente, dans son ouvrage Écrire Bangkok. La ville dans la nouvelle contemporaine en Thaïlande, la traduction de 10 nouvelles sur Bangkok écrites par les écrivains thaïlandais Atsiri Thammachot, Chart Korbjitti, Sila Komchai (ou Khomchai), Wanich Jarungidanan et Win Lyovarin,.
L'écrivain Pitchaya Sudbanthad dans Bangkok Déluge, un livre navigant entre traumatisme de l'Histoire et anticipation d'un avenir proche, nous décrit une Bangkok en perpétuel mouvement, ville tentaculaire tour à tour piège et refuge.
Le roman de science fiction le Voleur, écrit par Claire North, raconte une chasse à l'homme  en 1938, qui débute et s'achève à Bangkok.

### Bangkok dans la musique
Bangkok est évoqué dans plusieurs chansons dont :
- A Passage To Bangkok, chanson de Rush de 1976.
- Roma Bangkok, chanson de Baby K en duo avec Giusy Ferreri en 2015

### Bangkok au cinéma
Certains films voient leur intrigue se dérouler en tout ou partie à Bangkok :
- Banco à Bangkok pour OSS 117 (1964)
- L'homme au pistolet d'or (1974),
- Hotel Angel (1974), Taxi Driver (1977) et Somsee (1986),
- Angel of Bar 21 (1978),
- Kickboxer (1989),
- Fun Bar Karaoke (1997), 6ixtynin9 (1999), Monrak Transistor (2001) et Last Life in the Universe (2004),
- Bangkok Dangerous, film et remake sortis en 1999 et 2008, One Take Only (2001) et Nothing to Lose (2002),
- Ong-Bak, série de films sortis en 2003, 2008 et 2009,
- Fighting Beauty (2003),
- Garuda (2004),
- M.A.I.D: Mission Almost Impossible Done (2004),
- Citizen Dog (2004) et Red Eagle (2010),
- Ghost of Mae Nak (2005),
- Dangerous Flowers : Espionnes de charmes (2006),
- Very Bad Trip 2 (2009),
- Bangkok Traffic (Love) Story (2009),
- Mundane History (et Lunch) (2009 et 2010)
- On a marché sur Bangkok (2014),
- Bangkok Nites (2016).

## Principaux centres de commerce

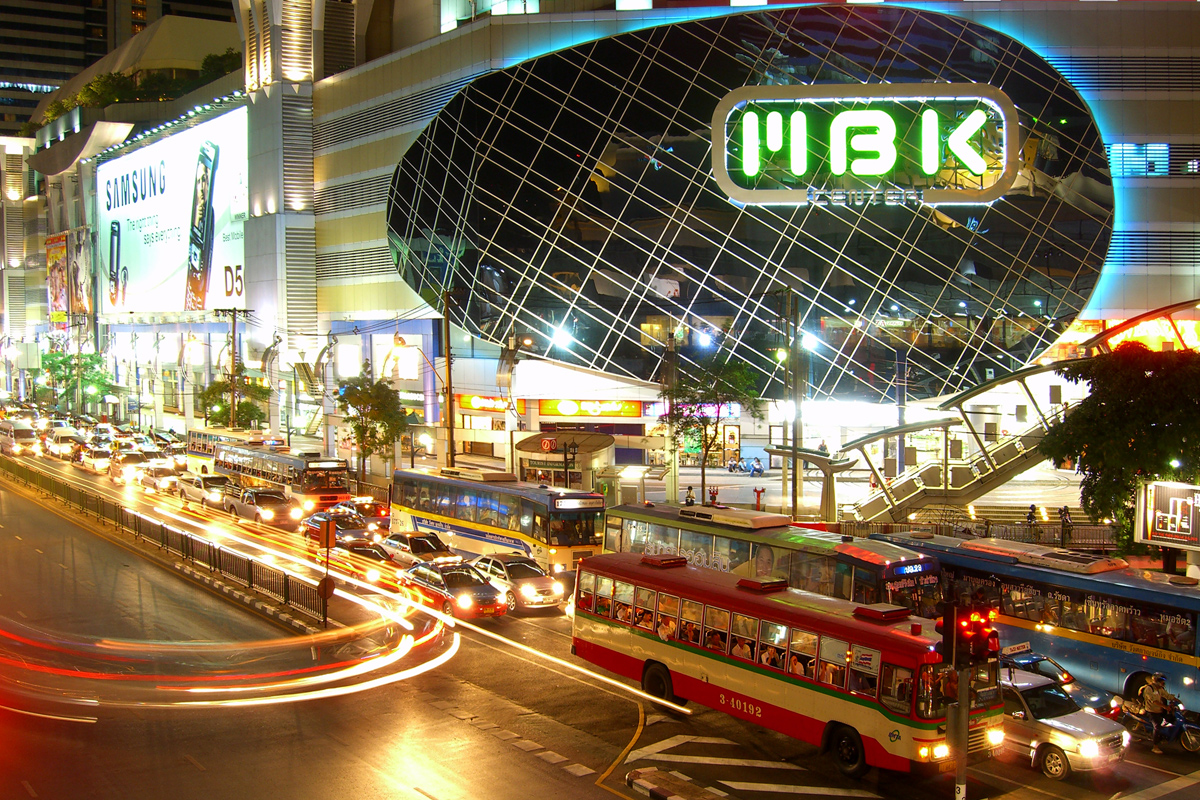
Le MBK Center, un des plus grands centres commerciaux de Bangkok.

L'ère des centres commerciaux commence en 1973 avec l'ouverture du Siam Center.
- Siam Paragon
- Emporium
- EmQuartier
- MBK Center
- Siam Discovery
- Siam Center
- Pantip Plaza
- Bangkapi The Mall
- Central Plaza Ladprao Shopping Mall
- Central World Plaza, ancien World Trade Center (endommagé lors des manifestations politiques thaïlandaises de 2010)
- Central Chidlom
- Gaysorn
- Central Embassy
- Century Plaza
- Platinum
- Esplanade
- Terminal 21
- Fortune Town
- Marché de Chatuchak
- Icon Siam
- Future Park Rangsit

## Économie et social

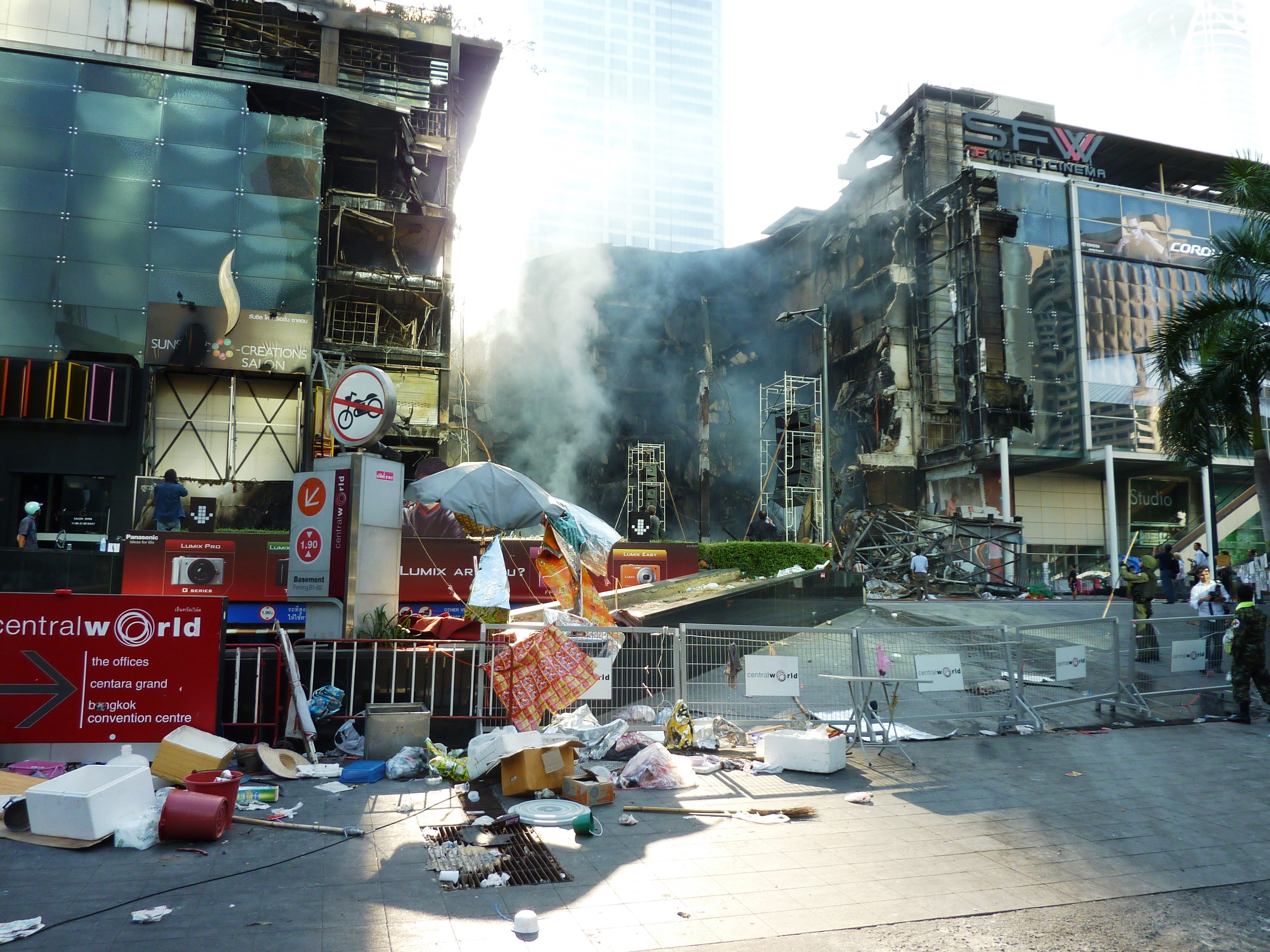
Central World après l’incendie du 19 mai 2010, un des nombreux incendies provoqués par les manifestants des chemises rouges en réponse à la violente répression de l'armée qui tua ce jour-là 85 personnes et en blessa plus de 1378.

Le tourisme est très important et celui de la chirurgie vient s’y ajouter, notamment pour l’hôpital Bumrungrad.
Bangkok veut devenir une des places fortes de l’Asie, principalement avec le nouvel Aéroport de Bangkok-Suvarnabhumi ouvert en septembre 2006.
Une importante communauté chinoise (300 000 personnes) est présente à Bangkok.

Bangkok concentre 50 % de la richesse nationale. 

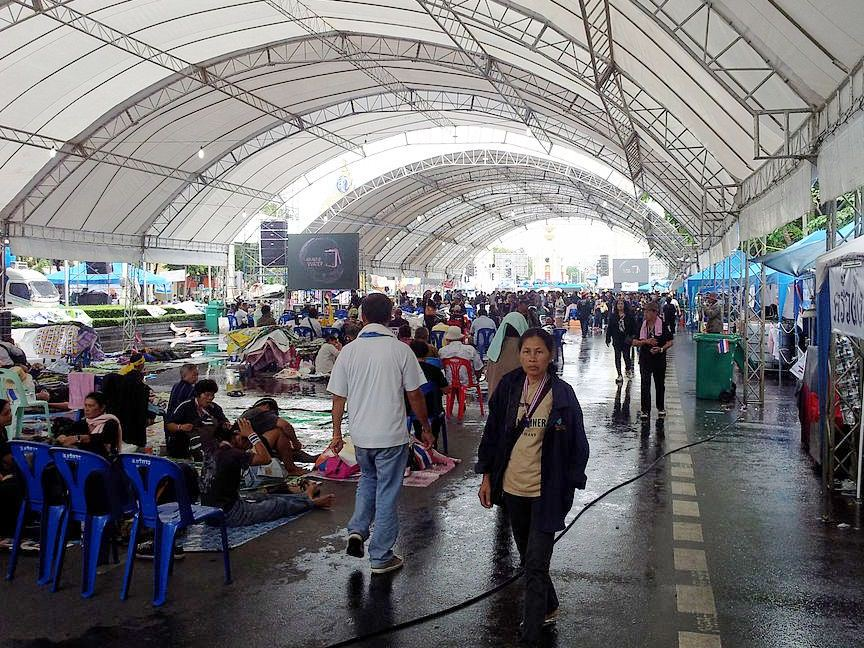
Installation de manifestants, vers le monument de la démocratie à Bangkok, novembre 2013.

Mais, comme dans toute la Thaïlande, les inégalités sociales sont très fortes : par exemple, en 2000, l'administration du Grand Bangkok (BMA), qui compte alors à cette époque près de dix millions d'habitants, a distribué des carnets de santé "à titre de cadeau de nouvel an" à plus d'un million de défavorisés (foyers vivant avec moins de 2800 bahts par mois, célibataire gagnant moins de 2000 bahts par mois, écoliers dans le besoin, infirmes, personnes âgées, vétérans, bonzes etc.) afin que ceux-ci puissent avoir accès aux soins gratuitement.

## Jumelages
| Ville | Ville                 | Pays | Pays         | Période                     |
| ----- | --------------------- | ---- | ------------ | --------------------------- |
|       | Ankara                |      | Turquie      | depuis le 21 mars 2012      |
|       | Astana                |      | Kazakhstan   | depuis le 11 juin 2004      |
|       | Brisbane              |      | Australie    | depuis le 7 mai 1997        |
|       | Budapest              |      | Hongrie      | depuis le 20 février 1997   |
|       | Canton                |      | Chine        | depuis le 13 novembre 2009  |
|       | Chaozhou              |      | Chine        | depuis le 23 novembre 2005  |
|       | Chongqing             |      | Chine        | depuis le 26 septembre 2011 |
|       | Fukuoka               |      | Japon        | depuis le 8 février 2006    |
|       | George Town           |      | Malaisie     | depuis le 5 avril 2012      |
|       | Hanoï                 |      | Viêt Nam     | depuis le 25 février 2004   |
|       | Istanbul              |      | Turquie      | depuis 2009                 |
|       | Jakarta               |      | Indonésie    | depuis le 21 janvier 2002   |
|       | Lausanne              |      | Suisse       | depuis le 29 décembre 2009  |
|       | Manille               |      | Philippines  | depuis le 24 juin 1997      |
|       | Moscou                |      | Russie       | depuis le 19 juin 1997      |
|       | Phnom Penh            |      | Cambodge     | depuis le 4 janvier 2013    |
|       | préfecture d'Aichi    |      | Japon        | depuis le 9 juillet 2012    |
|       | préfecture de Fukuoka |      | Japon        | depuis le 8 février 2006    |
|       | Pusan                 |      | Corée du Sud | depuis le 11 juillet 2011   |
|       | Pékin                 |      | Chine        | depuis le 26 mai 1993       |
|       | Saint-Pétersbourg,    |      | Russie       | depuis le 20 juin 1997      |
|       | Shandong              |      | Chine        | depuis le 7 juillet 2013    |
|       | Shanghai              |      | Chine        | depuis le 17 décembre 2012  |
|       | Séoul                 |      | Corée du Sud | depuis le 16 juin 2006      |
|       | Tianjin               |      | Chine        | depuis le 27 février 2012   |
|       | Téhéran               |      | Iran         | depuis le 27 décembre 2012  |
|       | Vientiane             |      | Laos         | depuis le 24 mai 2004       |
|       | Washington            |      | États-Unis   | depuis le 19 février 1962   |
|       | Wuhan                 |      | Chine        | depuis le 2 septembre 2013  |